# Нандор Фодор и говорящий мангуст
«Нандор Фодор и говорящий мангуст» (англ. Nandor Fodor and the Talking Mongoose) — трагикомедийный фильм режиссёра Адама Сигала. Главные роли исполнили Саймон Пегг, Минни Драйвер и Кристофер Ллойд, а писатель Нил Гейман озвучил говорящего мангуста Джефа.

## Сюжет
Сюжет фильма основан на реальных событиях. Джеф, или Говорящий мангуст, по утверждениям, обитал в доме на ферме, принадлежавшей семье Ирвингов. Ферма Ирвингов располагалась в Кэшенс Гэп, недалеко от деревни Далби на острове Мэн. История получила широкое освещение в бульварной прессе Великобритании в начале 1930-х годов. Утверждения Ирвингов привлекли внимание парапсихологов и охотников за привидениями Гарри Прайса и Нандора Фодора. Некоторые исследователи той эпохи, а также современные критики пришли к выводу, что это явление было мистификацией, которую семья Ирвингов поддерживала с помощью чревовещания.

## В ролях
- Саймон Пегг — Нандор Фодор[1]
- Минни Драйвер — Анна
- Кристофер Ллойд — доктор Гарри Прайс
- Нил Гейман — Джеф
- Эдмунд Кингсли — Гарри Гудини
- Тим Дауни — мистер Ирвинг
- Рут Коннелл — миссис Ирвинг
- Пол Кэй — Морис
- Гэри Бидл — Эррол
- Дрю Морлейн — Томас Райт
- Джессика Балмер — дочь Ирвингов

## Производство
В мае 2022 года стало известно, что Саймон Пегг и Минни Драйвер исполнят в фильме главные роли и, что съёмки начались в Лидсе. Позже в том же месяце к актёрскому составу присоединился Кристофер Ллойд. В декабре 2022 года было объявлено, что Гейман будет озвучивать Джефа.
Съёмки проходили в Лидсе и Уитби в мае 2022 года.

## Отзывы и оценки
Фильм получил смешанные с уклоном в отрицательные отзывы в западной прессе.По данным агрегатора Rotten Tomatoes, 
46 % из 35 обзоров были положительными, со средней оценкой 5.2 из 10. По данным Metacritic, средняя оценка критиков составила 54/100, а средняя зрительская 4.5/10. В российской прессе фильм получил смешанные отзывы, от сдержанно положительных в изданиях «Российская газета» и «7 Дней» до разгрома в журнале «Мир фантастики».